# Unai Simón
Unai Simón Mendibil (Vitoria-Gasteiz, 11 juni 1997) is een Spaans voetballer die als doelman speelt. Hij stroomde in 2017 door vanuit de jeugd van Athletic Bilbao. Simón debuteerde in 2020 in het Spaans voetbalelftal.

## Clubcarrière

### Athletic Bilbao
Simón verruilde CD Baskonia in 2016 voor Bilbao Athletic, het tweede elftal van Athletic Bilbao. In juli 2018 werd zijn contract verlengd tot 2023 en werd hij verhuurd aan Elche CF, maar op 15 augustus 2018 werd hij teruggehaald vanwege een blessure bij eerste doelman Iago Herrerín. Hij debuteerde op 20 augustus 2018 vervolgens in de Primera División, tegen CD Leganés. Simón speelde zeven competitierondes voor Bilbao en moest toen plaatsmaken voor de herstelde Herrerín. Hij keepte dat seizoen alleen nog in de Copa del Rey. 
Die rollen draaiden in 2019/20 om. Simón begon het seizoen als eerste doelman en stond die plaats dat seizoen - en de seizoenen die volgden - niet meer af. Hij bereikte in zowel 2019/20 als 2020/21 de finale van de Copa del Rey met Bilbao, maar verloor beide finales. Wel won Simón dankzij overwinningen op Real Madrid en FC Barcelona de Supercopa de España 2020/21 met Bilbao. In het seizoen 2023/24 won Simon uiteindelijk wel de Copa del Rey-finale, door RCD Mallorca te verslaan.

## Clubstatistieken
| Seizoen     | Club            | Competitie       | Competitie | Competitie | Beker | Beker | Internationaal | Internationaal | Totaal | Totaal |
| Seizoen     | Club            | Competitie       | Wed.       | Dlp.       | Wed.  | Dlp.  | Wed.           | Dlp.           | Wed.   | Dlp.   |
| ----------- | --------------- | ---------------- | ---------- | ---------- | ----- | ----- | -------------- | -------------- | ------ | ------ |
| 2018/19     | Athletic Bilbao | Primera División | 7          | 0          | 4     | 0     | –              | –              | 11     | 0      |
| 2019/20     | Athletic Bilbao | Primera División | 34         | 0          | 4     | 0     | –              | –              | 38     | 0      |
| 2020/21     | Athletic Bilbao | Primera División | 37         | 0          | 4     | 0     | –              | –              | 41     | 0      |
| 2021/22     | Athletic Bilbao | Primera División | 34         | 0          | 0     | 0     | –              | –              | 34     | 0      |
| 2022/23     | Athletic Bilbao | Primera División | 31         | 0          | 0     | 0     | –              | –              | 31     | 0      |
| 2023/24     | Athletic Bilbao | Primera División | 36         | 0          | 0     | 0     | –              | –              | 36     | 0      |
| Club totaal | Club totaal     | Club totaal      | 179        | 0          | 12    | 0     | 0              | 0              | 191    | 0      |

Bijgewerkt t/m 15 juli 2024.

## Interlandcarrière
Simón kwam uit voor diverse Spaanse nationale jeugdteams. Hij won met Spanje –21 het EK –21 van 2019. Hij keepte er de eerste groepswedstrijd en was de rest van het toernooi reservedoelman achter Antonio Sivera. Daarnaast bereikte hij met het Spaans olympisch team de finale van de Olympische Zomerspelen 2020.
Simon debuteerde op woensdag 11 november 2020 in het het Spaans voetbalelftal. Bondscoach Luis Enrique stelde hem toen op in een oefeninterland in de Johan Cruijff ArenA tegen Nederland (1–1). Vanaf dat moment bleef hij ook de eerste keus in het doel van de Spaanse nationale ploeg. Hiermee bereikte hij de halve finale van het EK 2020 en de achtste finale van het WK 2022 in Qatar. Spanje moest beide toernooien verlaten na een verloren strafschoppenreeks. Simón werd op 7 juni 2024 door bondscoach Luis de la Fuente opgenomen in de Spaanse selectie voor het EK 2024 in Duitsland en was eerste keeper in het toernooi dat door de Spanjaarden gewonnen werd.
| Interlands van Unai Simon voor Spanje | Interlands van Unai Simon voor Spanje | Interlands van Unai Simon voor Spanje | Interlands van Unai Simon voor Spanje | Interlands van Unai Simon voor Spanje | Interlands van Unai Simon voor Spanje |
| №                                     | Datum                                 | Wedstrijd                             | Uitslag                               | Competitie                            | Goals                                 |
| Als speler bij Athletic Bilbao        | Als speler bij Athletic Bilbao        | Als speler bij Athletic Bilbao        | Als speler bij Athletic Bilbao        | Als speler bij Athletic Bilbao        | Als speler bij Athletic Bilbao        |
| ------------------------------------- | ------------------------------------- | ------------------------------------- | ------------------------------------- | ------------------------------------- | ------------------------------------- |
| 1.                                    | 11 november 2020                      | Nederland – Spanje                    | 1 – 1                                 | Vriendschappelijk                     |                                       |
| 2.                                    | 14 november 2020                      | Zwitserland – Spanje                  | 1 – 1                                 | Nations League 2020/21                |                                       |
| 3.                                    | 17 november 2021                      | Spanje – Duitsland                    | 6 – 0                                 | Nations League 2020/21                |                                       |
| 4.                                    | 25 maart 2021                         | Spanje – Griekenland                  | 1 – 1                                 | Kwalificatie WK 2022                  |                                       |
| 5.                                    | 28 maart 2021                         | Georgië – Spanje                      | 1 – 2                                 | Kwalificatie WK 2022                  |                                       |
| 6.                                    | 31 maart 2021                         | Spanje – Kosovo                       | 3 – 1                                 | Kwalificatie WK 2022                  |                                       |
| 7.                                    | 4 juni 2021                           | Spanje – Portugal                     | 0 – 0                                 | Vriendschappelijk                     |                                       |
| 8.                                    | 14 juni 2021                          | Spanje – Zweden                       | 0 – 0                                 | EK 2020                               |                                       |
| 9.                                    | 19 juni 2021                          | Spanje – Polen                        | 1 – 1                                 | EK 2020                               |                                       |
| 10.                                   | 23 juni 2021                          | Spanje – Slowakije                    | 0 – 5                                 | EK 2020                               |                                       |
| 11.                                   | 28 juni 2021                          | Kroatië – Spanje                      | 3 – 5                                 | EK 2020                               |                                       |
| 12.                                   | 2 juli 2021                           | Zwitserland – Spanje                  | 1 – 1 (2 – 4 n.s.)                    | EK 2020                               |                                       |
| 13.                                   | 6 juli 2021                           | Italië – Spanje                       | 1 – 1 (5 – 3 n.s.)                    | EK 2020                               |                                       |
| 14.                                   | 2 september 2021                      | Zweden – Spanje                       | 2 – 1                                 | Kwalificatie WK 2022                  |                                       |
| 15.                                   | 5 september 2021                      | Spanje – Georgië                      | 4 – 0                                 | Kwalificatie WK 2022                  |                                       |
| 16.                                   | 8 september 2021                      | Kosovo – Spanje                       | 0 – 2                                 | Kwalificatie WK 2022                  |                                       |
| 17.                                   | 6 oktober 2021                        | Italië – Spanje                       | 1 – 2                                 | Nations League 2020/21                |                                       |
| 18.                                   | 10 oktober 2021                       | Spanje – Frankrijk                    | 1 – 2                                 | Nations League 2020/21                |                                       |
| 19.                                   | 11 november 2021                      | Griekenland – Spanje                  | 0 – 1                                 | Kwalificatie WK 2022                  |                                       |
| 20.                                   | 14 november 2021                      | Spanje – Zweden                       | 1 – 0                                 | Kwalificatie WK 2022                  |                                       |
| 21.                                   | 29 maart 2022                         | Spanje – IJsland                      | 5 – 0                                 | Vriendschappelijk                     |                                       |
| 22.                                   | 2 juni 2022                           | Spanje – Portugal                     | 1 – 1                                 | Nations League 2022/23                |                                       |
| 23.                                   | 5 juni 2022                           | Tsjechië – Spanje                     | 2 – 2                                 | Nations League 2022/23                |                                       |
| 24.                                   | 9 juni 2022                           | Zwitserland – Spanje                  | 0 – 1                                 | Nations League 2022/23                |                                       |
| 25.                                   | 12 juni 2022                          | Spanje – Tsjechië                     | 2 – 0                                 | Nations League 2022/23                |                                       |
| 26.                                   | 24 september 2022                     | Spanje – Zwitserland                  | 1 – 2                                 | Nations League 2022/23                |                                       |
| 27.                                   | 27 september 2022                     | Portugal – Spanje                     | 0 – 1                                 | Nations League 2022/23                |                                       |
| 28.                                   | 23 november 2022                      | Spanje – Costa Rica                   | 7 – 0                                 | WK 2022                               |                                       |
| 29.                                   | 27 november 2022                      | Spanje – Duitsland                    | 1 – 1                                 | WK 2022                               |                                       |
| 30.                                   | 1 december 2022                       | Japan – Spanje                        | 2 – 1                                 | WK 2022                               |                                       |
| 31.                                   | 6 december 2022                       | Marokko – Spanje                      | 0 – 0 (3 – 0 n.s.)                    | WK 2022                               |                                       |
| 32.                                   | 15 juni 2023                          | Spanje – Italië                       | 2 – 1                                 | Nations League 2022/23                |                                       |
| 33.                                   | 18 juni 2023                          | Kroatië – Spanje                      | 0 – 0 (4 – 5 n.s.)                    | Nations League 2022/23                |                                       |
| 34.                                   | 8 september 2023                      | Georgië – Spanje                      | 1 – 7                                 | Kwalificatie EK 2024                  |                                       |
| 35.                                   | 12 september 2023                     | Spanje – Cyprus                       | 6 – 0                                 | Kwalificatie EK 2024                  |                                       |
| 36.                                   | 12 oktober 2023                       | Spanje – Schotland                    | 2 – 0                                 | Kwalificatie EK 2024                  |                                       |
| 37.                                   | 15 oktober 2023                       | Noorwegen – Spanje                    | 0 – 1                                 | Kwalificatie EK 2024                  |                                       |
| 38.                                   | 19 november 2023                      | Spanje – Georgië                      | 3 – 1                                 | Kwalificatie EK 2024                  |                                       |
| 39.                                   | 26 maart 2024                         | Spanje – Brazilië                     | 3 – 3                                 | Vriendschappelijk                     |                                       |
| 40.                                   | 8 juni 2024                           | Spanje – Noord-Ierland                | 5 – 1                                 | Vriendschappelijk                     |                                       |
| 41.                                   | 15 juni 2024                          | Spanje – Kroatië                      | 3 – 0                                 | EK 2024                               |                                       |
| 42.                                   | 20 juni 2024                          | Spanje – Italië                       | 1 – 0                                 | EK 2024                               |                                       |
| 43.                                   | 30 juni 2024                          | Spanje – Georgië                      | 4 – 1                                 | EK 2024                               |                                       |
| 44.                                   | 5 juli 2024                           | Spanje – Duitsland                    | 2 – 1                                 | EK 2024                               |                                       |
| 45.                                   | 9 juli 2024                           | Spanje – Frankrijk                    | 2 – 1                                 | EK 2024                               |                                       |
| 46.                                   | 14 juli 2024                          | Spanje – Engeland                     | 2 – 1                                 | EK 2024                               |                                       |

Bijgewerkt op 14 juli 2024.

## Erelijst
| Competitie             | Aantal          | Jaren           |
| Athletic Bilbao        | Athletic Bilbao | Athletic Bilbao |
| ---------------------- | --------------- | --------------- |
| Copa del Rey           | 1x              | 2023/24         |
| Supercopa de España    | 1×              | 2020/21         |
| Spanje                 |                 |                 |
| Europees kampioenschap | 1x              | 2024            |
| UEFA Nations League    | 1×              | 2022/23         |
| Spanje –21             |                 |                 |
| Europees kampioen –21  | 1×              | 2019            |